# 喬·沃克
喬·沃克（英語：Joe Walker）是一名英國男剪輯師、音效剪輯及作曲家，主要在加利福尼亞州洛杉磯工作。
他時常和導演史提夫·麥昆及丹尼·維勒納夫合作。他憑電影《被奪走的12年》（2014年）、《天煞異降》（2017年）、《銀翼殺手2049》（2018年）及《沙丘瀚戰》(2022年)而入圍四座英國電影學院獎最佳剪接獎。他也三次獲得奧斯卡最佳影片剪接獎提名，包括《被奪走的12年》、《天煞異降》及《沙丘瀚戰》，並在第94屆奧斯卡金像獎憑《沙丘瀚戰》首次奪得該殊榮。
沃克曾接受過古典作曲家的訓練。1984年，他在約克大學獲得音樂學士學位。

## 外部連結
- 喬·沃克在互联网电影资料库（IMDb）上的資料（英文）